# サムボ法
サムボ法（さむぼほう、スウェーデン語: Sambolagen）とは、結婚していない同棲者（サムボア）を保護するスウェーデンの法律である。日本のメディアではサンボ法、サボ法と紹介されることもある。現行法は2003年制定。

## 概要
1987年に成立し、翌1988年に施行されたLagen om sambors gemensamma hemに始まる。同棲者に対して、婚姻している夫婦同様の権利や保護を与える法律。結婚せずに別れた場合でも、この法律に従い住居・家財は平等に分け、父親には子の養育費を支払う義務が生じる。
この法律の施行後に、スウェーデンにおいては出生率が上昇した。またこの制度を利用し、同棲してから結婚したり、結婚をしないまま同棲の形で生活を続ける男女が増加した。